# Joo Ye-rim
Joo Ye-rim (coréen : 주예림), né le 11 octobre 2011 est une enfant actrice sud-coréenne. Elle commence sa carrière d'actrice en 2018, avec la série télévisée Mistress. Depuis lors, elle est apparue dans nombre de séries télévisées et de films. Elle est connue pour ses rôles dans le film de 2019 The House of Us en tant que Yu Jin et dans le drame familial Mother of Mine en tant que Jeong Da-bin. Elle est également apparue dans Monstrum, un film de 2018.

## Carrière
Joo Ye-rim fait ses débuts en 2018, avec la série télévisée Mistress en tant que fille de l'actrice principale, et au sein du drama historique Monstrum.
En 2019, Joo fait une percée dans le film The House of Us, qui raconte « le parcours brillant des trois mousquetaires du quartier qui sont allés directement à la place des adultes pour résoudre les problèmes de "famille". » Elle apparaît également dans le drame familial de KBS Mother of Mine en tant que fille de l'une des actrices principales. Pour sa performance, elle reçoit le prix de la jeunesse féminine aux KBS Drama Awards 2019.
En 2020, elle joue le rôle de Seo Hyun-ju dans la série télévisée Men Are Men, qui lui vaut d'être nommée pour le prix du meilleur jeune acteur aux KBS Drama Awards 2020.
En 2022, elle apparaît dans la série web originale de Netflix The Sound of Magic en tant que la version jeune de la protagoniste féminine. Elle est également choisie pour le film Cassiopeia en tant que fille du personnage joué par Seo Hyun-jin, qui est diagnostiquée avec la maladie d'Alzheimer et se transforme lentement en une jeune enfant en raison d'une perte de mémoire.

## Filmographie

### Films
| Année | Titre           | Rôle                    | Remarques | Réf.  |
| ----- | --------------- | ----------------------- | --------- | ----- |
| 2018  | Monstre         | Myung (enfant)          |           | [ 3 ] |
| 2019  | Beautiful Voice | Enfant de la maternelle |           | [ 3 ] |
| 2019  | The House of Us | Yu Jin                  |           | [ 6 ] |
| 2022  | Cassiopeia      | Gina                    |           | ,     |

### Séries télévisées
| Année | Titre                        | Rôle                     | Remarques | Réf.   |
| ----- | ---------------------------- | ------------------------ | --------- | ------ |
| 2018  | Mistress                     | La fille de Jang Se-yeon |           | [ 9 ]  |
| 2018  | Big Forest                   | Jeong Bo-bae             |           | [ 10 ] |
| 2018  | Children of Nobody           | Kim Eun Seo              |           | [ 11 ] |
| 2019  | Mother of Mine               | Jeong Da-bin             |           | [ 12 ] |
| 2019  | Kill It                      | jeune Seul-gi            |           | [ 13 ] |
| 2020  | The Game: Towards Zero       | Jeune Seo Joon Yeong     |           | [ 3 ]  |
| 2020  | Men are Men                  | Enfant Seo Hyun-ju       |           | [ 3 ]  |
| 2020  | The King: Eternal Monarch    | Minji                    | (Ep.1)    | [ 3 ]  |
| 2021  | Mouse                        | Jeune Oh Bong-i          |           | [ 3 ]  |
| 2022  | Green Mothers' Club          | Kim Yu-bin               |           | [ 3 ]  |
| 2023  | Tale of the Nine Tailed 1938 | Juk Hyang                |           |        |

### Websérie
| Année | Titre              | Rôle             | Ref. |
| ----- | ------------------ | ---------------- | ---- |
| 2022  | The Sound of Magic | jeune Yoon Ah-yi |      |

## Récompenses et nominations
| Année | Prix             | Catégorie                       | Œuvre nommée   | Résultat   | Réf.   |
| ----- | ---------------- | ------------------------------- | -------------- | ---------- | ------ |
| 2019  | KBS Drama Awards | Prix de la jeunesse par intérim | Mother of Mine | Lauréat    | [ 14 ] |
| 2020  | KBS Drama Awards | Meilleur jeune acteur           | Men are Men    | Nomination | [ 15 ] |